# Le radici e le ali Live - Venti di Gang
Le radici e le ali Live - Venti di Gang è un album live della band rock italiana dei Gang, pubblicato il 3 luglio 2012 e registrato il 16 settembre 2011 in piazza Mazzini, a Filottrano (paese d'origine di Marino e Sandro Severini), e suonato in onore del ventennale dell'uscita di Le radici e le ali, primo album in italiano della band.
Pur essendo la band di Filottrano, questa è stata la prima volta che i Gang hanno suonato live in piazza del loro paese.

## Tracce CD
1. Socialdemocrazia
2. Bandito Senza Tempo
3. Johnny Lo Zingaro
4. Ombre Rosse
5. Le Radici e le Ali
6. Chico Mendes
7. Sud
8. Oltre
9. Kowalsky
10. Prima della guerra
11. Il Bandito Trovarelli
12. Paz
13. Fischia il vento (tradizionale)
14. Comandante
15. La Lotta Continua

## Tracce DVD
1. Esilio
2. Socialdemocrazia
3. Bandito Senza Tempo
4. Johnny lo zingaro
5. Le Radici e le Ali
6. Ombre Rosse
7. Sud
8. Oltre
9. Kowalsky
10. La corte dei miracoli
11. La pianura dei 7 fratelli
12. Fischia il vento (tradizionale)
13. Paz
14. Sesto San Giovanni
15. Giorni
16. Prima della guerra
17. Il Bandito Trovarelli
18. Comandante
19. "I Fought the law" (Sonny Curtis)

## Formazione
- Marino Severini - voce, chitarra
- Sandro Severini - chitarra elettrica